# برونو تودشینی
برونو تودشینی (فرانسوی: Bruno Todeschini‎؛ زادهٔ ۱۹ سپتامبر ۱۹۶۲) یک هنرپیشه اهل سوئیس است. وی از سال ۱۹۸۷ میلادی تاکنون مشغول فعالیت بوده‌است.
از فیلم‌ها یا برنامه‌های تلویزیونی که وی در آن نقش داشته است، می‌توان به مأموران مخفی، پایان جهان، فصل دلخواه من، ملکه مارگو، کد مجهول، لیبرتین، ماری یکم اسکاتلند، برادر او، کنار آمدن با مردگان، کلید، ۷ سال، ظرافت و اتصال اشاره کرد.